# Teresa Saporiti
Teresa Saporiti (Milano, 12 marzo 1763 circa – Milano, 17 marzo 1869) è stata un soprano italiano.
Teresa sposò in prime nozze il basso e impresario teatrale Pasquale Bondini (1737? - 1789) e pure la loro figlia Marianna Bondini Barilli (1780 - 1813) fu una cantante lirica. La Saporiti è in particolare nota per avere rivestito la parte di Donna Anna nella prima rappresentazione del Don Giovanni di Mozart a Praga nel 1787 che fu scritta appositamente per la sua vocalità.
Nel 1785, facente parte di una compagnia italiana diretta da Astarita, si recò a San Pietroburgo dove riscosse notevole successo nei ruoli della prima donna specie nelle opere buffe, interpretando tra l'altro Il barbiere di Siviglia di Paisiello e L'italiana in Londra di Cimarosa. Nel 1796 si esibì a Mosca e pubblicò due romanze di sua composizione.
Nel 1789 interpretò al Teatro alla Scala di Milano Nitteti di Francesco Bianchi, nel ruolo della protagonista.
A Livorno nel 1798 figura col cognome dell'altro suo marito, quindi Teresa Codecasa, ne La Merope di Sebastiano Nasolini.
Morì a circa 106 anni nel 1869, da moltissimi anni ormai lontana dal canto.